# ドウグラス・ドス・サントス
ドウグラス (Douglas) ことドウグラス・ドス・サントス（Douglas dos Santos, 1982年2月18日 - ）は、ブラジル・クリシューマ出身の元同国代表サッカー選手。現役時代のポジションはMF（攻撃的ミッドフィールダー）。
運動量は少ないながらも決定的なラストパスを供給する古典的なトップ下のプレースタイルであり、「最後の10番」と称される。

## クラブ歴

### クリシューマ
1997年にクリシューマECの下部組織に入団し、2002年にトップチームへ昇格。クラブは同年のカンピオナート・ブラジレイロ・セリエBを制し、その主要メンバーの1人となった。セリエBに降格した2005年には、カンピオナート・カタリネンセで優勝し、同大会の最優秀選手に選出された。
2005年8月22日、トルコ1部のチャイクル・リゼスポルに期限付き移籍。2005-06シーズン終了までの10か月間の契約で、トルコのクラブから支払われる20万ドルはクリシューマと投資家グループで折半される。13試合出場2得点を記録したが、付帯されていた完全移籍のオプションは行使されなかった。
セリエCに降格していたクリシューマに復帰すると、同選手権の優勝に貢献。同クラブを代表する選手の1人となった。

### サンカエターノ
2006年11月、翌シーズンよりセリエBへ降格するADサンカエターノに移籍。加入初年度のカンピオナート・パウリスタではSEパウメイラスやSCコリンチャンス・パウリスタを破った上、準決勝ではサンパウロFCに2試合合計4-1で勝利。この試合ではチーム3点目となるゴールを挙げる。サンカエターノでは計50試合に出場し11得点を記録した。

### コリンチャンス
2008年4月、コリンチャンスが所有権の半分を取得し移籍。同年にクラブはセリエBで優勝し、1シーズンでのセリエA復帰に貢献するとリーグの最優秀選手に選出された。2009年には、ロナウドらと共にカンピオナート・パウリスタ及びコパ・ド・ブラジウ制覇を達成。マノ・メネゼス監督の下、計71試合出場12得点を記録した。

### アル・ワスル
2009年7月、UAEのアル・ワスルFCに加入する。移籍金は1100万レアルで、契約は4年間。25試合7得点を記録したが半年で退団した。後に中東の地への適応には苦労したことを回顧している。

### グレミオ
2010年シーズンよりグレミオFBPAに加入した。350万ドルの移籍金はクラブ史上最高額であり当初は批判を浴びたが、シーラス監督の下このシーズンのコパ・ド・ブラジウを制覇。指揮官がレナト・ガウショに交代すると、中盤の地位を確立する。2シーズンで113試合に出場し27得点を記録した。

### コリンチャンス復帰
2012年2月、コリンチャンスに復帰。7月にアレックスが移籍すると背番号10を引き継ぎ、チッチ監督の信頼を掴みポジションを確保した。
2012年7月29日のECバイーア戦において、コリンチャンスでの通算100試合出場となった。このシーズンにコパ・リベルタドーレス制覇を経験し、クラブワールドカップ出場のため来日。準決勝ではスタメンで出場し、クラブは決勝でチェルシーFCを破った。2013年にはレコパ・スダメリカーナ制覇の一員となった。
2014年シーズンはCRヴァスコ・ダ・ガマへ期限付き移籍。セリエBで10得点を挙げチーム内得点王となり、クラブのセリエA昇格に貢献した。

### グレミオ復帰
2015年シーズンよりグレミオに1年契約で復帰。4月15日のコパ・ド・ブラジウ、カンピネンセ・クルーベ戦において、アレーナ・ド・グレミオ通算100得点目となる先制ゴールを決め2-0での勝利で飾った。翌年には自身2度目のコパ・ド・ブラジウ優勝に貢献し、同大会の最優秀選手に選出された。
2017年2月、トレーニング中に左膝前十字靭帯を断裂。10月には移植部位を故障し再手術となった。クラブは11月にコパ・リベルタドーレスを制し、自身2度目の同タイトル獲得となった。
2018年2月にクラブはレコパ・スダメリカーナを制覇。同年6月、リザーブの試合において500日振りにピッチに復帰した。シーズンが終了すると契約を更新せず退団となった。

### アヴァイ
2019年2月21日、アヴァイFCへ加入する。13試合出場無得点に終わると、クラブはリーグ最下位となりセリエBへ降格。シーズン終了を以て退団となった。

### ブラジリエンセ
2020年3月11日、セリエDのブラジリエンセFCと契約した。

## 代表歴
2010年10月29日に行われたアルゼンチンとの親善試合に、コリンチャンス時代の指揮官であるマノ・メネゼスによって招集されブラジル代表として出場した。

## 人物
2010年のコパ・ド・ブラジウ優勝時には、チームメイトのエジウソンと共に大量の缶ビールを浮かべた浴槽に浸かり祝福した。2016年に同大会を再び制覇すると、当時のシチュエーションを再現した。

## タイトル
クラブ
クリシューマ
- カンピオナート・ブラジレイロ・セリエB : 2002
- カンピオナート・ブラジレイロ・セリエC : 2006
- カンピオナート・カタリネンセ : 2005

コリンチャンス
- カンピオナート・ブラジレイロ・セリエB : 2008
- カンピオナート・パウリスタ : 2009, 2013
- コパ・ド・ブラジウ : 2009
- コパ・リベルタドーレス : 2012
- FIFAクラブワールドカップ : 2012
- レコパ・スダメリカーナ : 2013

グレミオ
- カンピオナート・ガウショ : 2010, 2018
- コパ・ド・ブラジウ : 2016
- コパ・リベルタドーレス : 2017
- レコパ・スダメリカーナ : 2018

アヴァイ
- カンピオナート・カタリネンセ : 2019

個人
- カンピオナート・カタリネンセ最優秀選手 : 2005
- カンピオナート・カタリネンセ最優秀MF : 2005
- カンピオナート・ブラジレイロ・セリエB最優秀選手 : 2008, 2014
- カンピオナート・ブラジレイロ・セリエB最優秀MF : 2008, 2014
- カンピオナート・ガウショ ベストイレブン : 2010, 2011
- カンピオナート・カリオカ最優秀MF : 2014
- コパ・ド・ブラジウ最優秀選手 : 2016